# 岩井明愛
岩井 明愛（いわい あきえ、2002年7月5日 - ）は、日本の女子プロゴルファー。所属は本田技研 。
当初は陸上クラブに所属していたが、父親が岩井ツインズの妹岩井千怜（いわい ちさと）とゴルフの練習に誘い、姉妹は父のクラブを懸命に振った。

## アマチュア時代
- 2015年
  - 埼玉県ジュニアゴルフ大会 優勝
- 2016年
  - テレ玉カップジュニアゴルフ大会 優勝
  - 群馬県ジュニアゴルフ大会（グロスの部） 優勝
- 2018年
  - 全国高等学校ゴルフ選手権春季大会 優勝
  - 報知ジュニアゴルフ中高生大会 優勝
- 2019年
  - ISPSハンダ全国中学校・高等学校選抜ゴルフマッチプレー選手権 優勝
  - 日神カップ 優勝
  - 関東高等学校ゴルフ選手権 優勝
  - 埼玉県ジュニアゴルフ選手権 優勝
- 2021年
  - 6月 - コロナ禍でJLPGAプロテストが約8か月遅れで実施され12アンダー3位で合格した。双子の妹千怜も9位タイで合格し同時合格となった[3]。

## プロ入り後

### 2021年シーズン
ステップアップツアーを飛び超して、推薦で7月22日開幕のレギュラーツアー「大東建託・いい部屋ネットレディス」でプロデビューを飾った。この大会では予選を通過位して+2の59位タイに入り、プロとして初の賞金を獲得した。その後、9月開催の「山陽新聞レディースカップ」でステップアップツアー初優勝を果たした。シーズン終了までレギュラーツアー5試合、ステップアップツアー5試合に出場した。12月にQTファイナルに出場し次年度出場権を獲得に行ったが70位となったため、次年度は、レギュラーツアーを中心にステップアップツアーと平行しての出場となった。

### 2023年シーズン
4月、KKT杯バンテリンレディスオープンでツアー初優勝を飾り、史上初の双子姉妹そろっての優勝を果たした。5月には妹・千怜と「RKB×三井松島レディス」でツアー史上初となる姉妹プレーオフを山下美夢有と行ったが千怜の優勝となる。この千怜の優勝で史上初の姉妹による同一年優勝を記録する。
8月には千怜とともに「全英女子オープン」に出場し、2アンダーで11位タイ。9月、「住友生命Vitalityレディス 東海クラシック」と「ミヤギテレビ杯ダンロップ女子オープンゴルフトーナメント」で2週連続優勝を果たし、ツアー史上初の姉妹での2週連続優勝達成を果たした。

### 2024年シーズン
5月、「リゾートトラストレディース」で大会記録に並ぶ通算15アンダーで通算4勝目を初の4日間大会で飾った。またこの優勝により妹・千怜との合計が10勝となり姉妹史上2組目の快挙となった。 さらに6月、同じく最終日が父の日だった昨年2位の「ニチレイレディス」を13アンダーで優勝しシーズン2勝目、通算5勝目を挙げ、常にツアーに同行する父雄士に恩返しした。なお5月の母の日には妹の千怜が「RKB×三井松島レディース」を制している。9月の「住友生命Vitalityレディス 東海クラシック」では最終日首位に4打差3位からスタートし64をマーク、2位の山下美夢有に1打差で逆転優勝し、シーズン3勝目とするとともに、同大会では1993-1994年の服部道子以来30年ぶり3人目の連覇を達成した。
12月には千怜とともに、アメリカLPGAツアーの出場権をかけてLPGA Qシリーズに出場し5位タイ、また千怜は2位となり、二人そろって2025年の出場権を獲得した。

### 2025年シーズン
2025年は米国LPGAツアーへの本格参戦となった。2月、参戦2戦目となる「ホンダLPGAタイランド」では、初日に自身のベストスコアにも並ぶ大会コースレコードタイの62をマーク、最終日には自身が初日に記録した大会コースレコードを1打更新する61をマークしたが、1打及ばず通算27アンダーで2位となった。4月の「JMイーグルLA選手権」では、通算20アンダーでまたしても1打及ばずの2位となり初優勝を逃した。8月「ポートランド・クラシック」で最終日、2打差の単独首位から出て6バーディー、ノーボギーの66で回り、通算24アンダーでLPGAツアー初制覇を飾った。5月に妹・千怜がLPGAツアーを初優勝しており、同ツアー史上初の双子優勝（姉妹優勝は4組目）を達成した。

## トーナメント優勝

### LPGA Tour (1)
| No. | Date        | Tournament               | Winning score   | To par | Margin of victory | Runner-up    |
| --- | ----------- | ------------------------ | --------------- | ------ | ----------------- | ------------ |
| 1   | 17 Aug 2025 | ポートランド・クラシック | 67-67-64-66=264 | −24    | 4 strokes         | Gurleen Kaur |

#### JLPGAツアー（6）
| No. | Date                 | Tournament                                             | スコア                 | 2位との差 | 2位（タイ）            |
| --- | -------------------- | ------------------------------------------------------ | ---------------------- | --------- | ---------------------- |
| 1   | 2023年4月14日 - 16日 | KKT杯バンテリンレディスオープン                        | −7（67-70-72=209）     | 1打差     | 穴井詩 野澤真央 申ジエ |
| 2   | 2023年9月15日 - 17日 | 住友生命Vitalityレディス 東海クラシック                | −15（63-68-70=201）    | 1打差     | 小祝さくら             |
| 3   | 2023年9月22日 - 24日 | ミヤギテレビ杯ダンロップ女子オープンゴルフトーナメント | −13（65-69-69=203）    | 2打差     | 西郷真央               |
| 4   | 2024年5月23日 - 26日 | リゾートトラストレディス                               | −15（68-68-69-68=273） | 3打差     | 竹田麗央               |
| 5   | 2024年6月14日 - 16日 | ニチレイレディス                                       | −13（71-68-64=203）    | 1打差     | 佐久間朱莉 小祝さくら  |
| 6   | 2024年9月13日 - 15日 | 住友生命Vitalityレディス 東海クラシック                | −16（70-66-64=200）    | 1打差     | 山下美夢有             |

#### ステップアップツアー（1）
| No. | Date                 | Tournament               | スコア          | 2位との差 | 2位（タイ） |
| --- | -------------------- | ------------------------ | --------------- | --------- | ----------- |
| 1   | 2021年9月17日 - 19日 | 山陽新聞レディースカップ | −8（66-70=136） | 1打差     | 永嶋花音    |

## プロフィール
- 出身：埼玉県
- 家族：父・母・妹・弟の5人
- 師匠：
- 所属：本田技研[17]
- スポンサー：
- サポート：
- 用具：ヨネックスGolf
- ウェア：マスターバニーエディション
- マネジメント：
- 血液型：A型